# Margita Figuli
Margita Figuli (asszonyneve: Margita Šustrová, álnevek: Morena, Olga Morena; Felsőkubin, 1909. október 2. – Pozsony, 1995. március 27.) szlovák író, műfordító.

## Élete

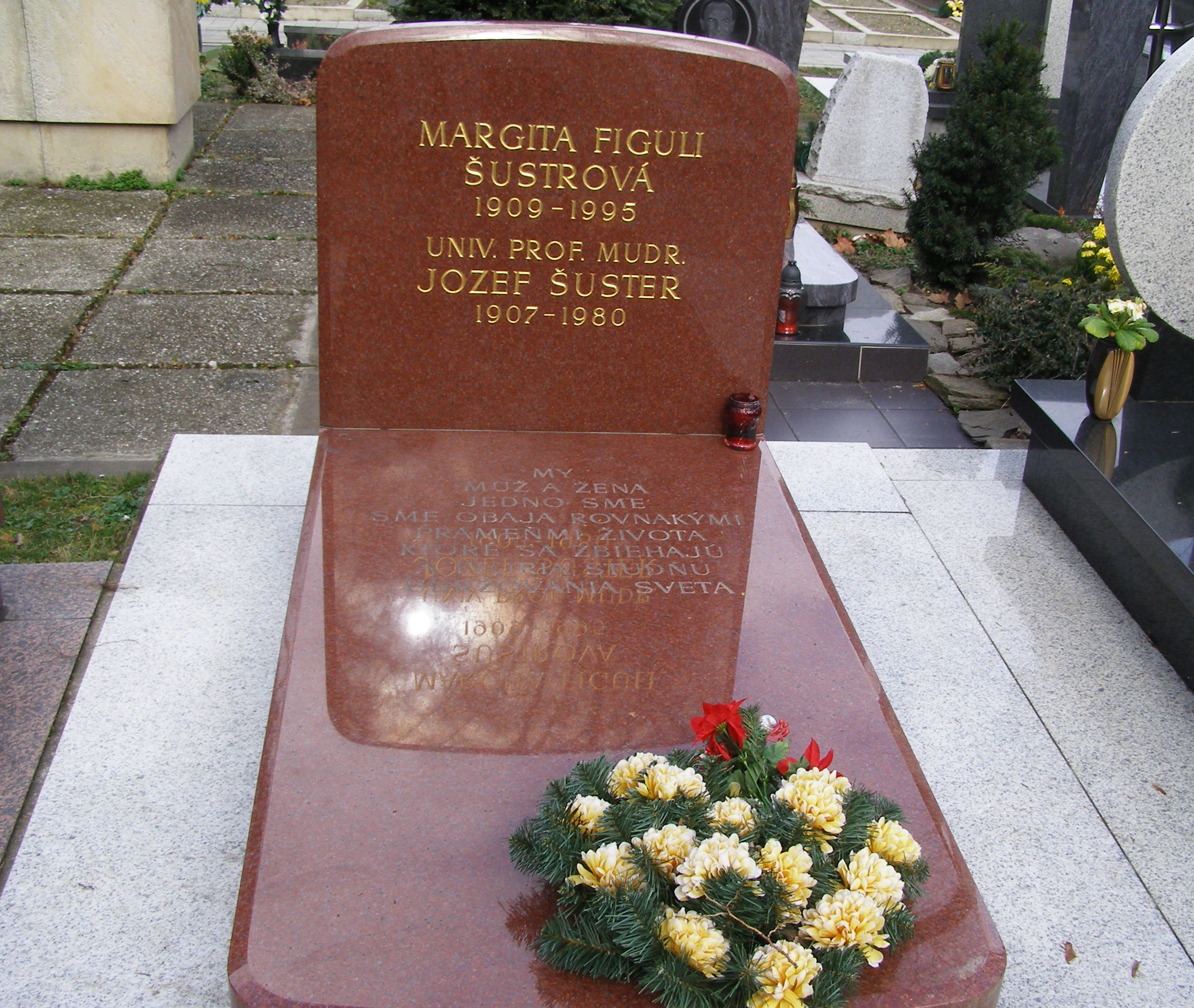
Sírja a pozsonyi Csalogányvölgyi temetőben

Parasztcsaládban született, először Felsőkubinban járt alapfokú iskolába. A középiskolai tanulmányait 1924-ben Alsókubinban kezdte, és 1928-ban Besztercebányán a Kereskedelmi Akadémián végzett. Azt tervezte, hogy Prágában folytatja a tanulmányait, de ez nem valósult meg. Angol levelezőként dolgozott 1941-ig a pozsonyi Tatra bankban, amikor politikai okokból elbocsátották a háborúellenes novellája, az Ólommadár miatt (válaszul a  német invázióra Lengyelországban). Ezután az irodalmi tevékenységnek szentelte magát. Ezalatt az idő alatt zongorázni tanult a konzervatóriumban. 1995. március 26-án halt meg Pozsonyban.

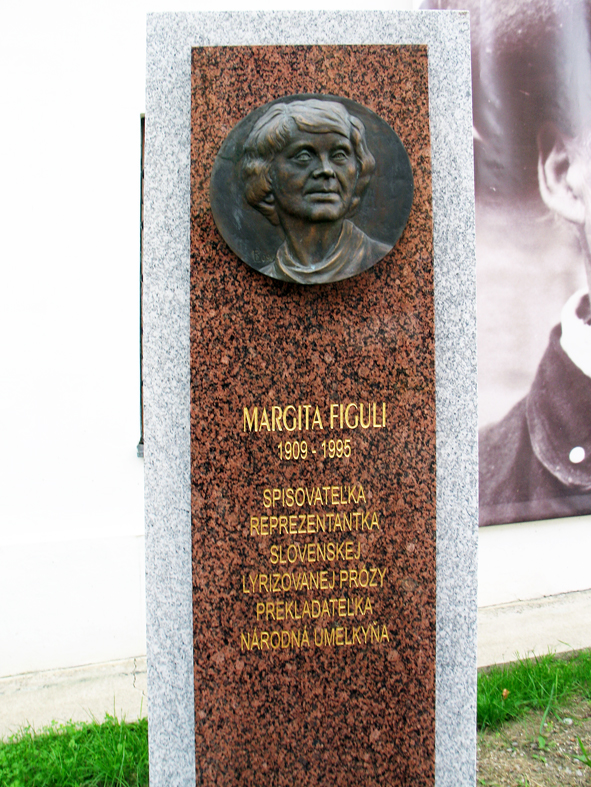
Emlékműve Alsókubinban

## Munkássága
Jelentős képviselője a szlovák naturalizmusnak. 1930-ban kezdte meg művei kiadását a Slovenská nedeľa (Szlovák vasárnap) magazinban, a Tatra bank naptárában. Később az Elán, a Slovenské pohľady, a Živena és más folyóiratokban jelentek meg a munkái. Korai alkotásaiban a társadalmi, földrajzi vagy társadalmi perifériák témái domináltak, később a szerelem, a társadalmi együttérzés és az akkori társadalmi problémák témái is. Tematikus szinten legendás, mitikus és meseelemeket is használt. Saját munkái mellett szórványosan fordított cseh nyelvből (Karel Čapek, Karel Jaromír Erben és mások).

## Művei

### Próza
- List od otca (1932) Apja levele
- Uzlík tepla (1936) Hőcsomó
- Pokušenie (1937)[6] Csábítás
- Čierny býk (1938) Fekete Bika
- Olovený vták (1940)[7] Ólommadár
- Tri gaštanové kone (regény, 1940) Három gesztenyepej
- Tri noci a tri sny  (1942)[8] Három éj és három álom
- Babylon (1946 és 1956)[9] Babilon
- Zuzana (1949)[10]
- Životopisné legendy (1969) Életrajzi legendák
- Rebeka (1973)
- Vietor v nás (regény, 1974) A szél bennünk

### A gyermekek és fiatalok számára
- Mladosť (önéletrajzi regény, 1956) Ifjúság
- Môj prvý list (1963) Az első levél
- Ariadnina niť (1964) Ariadné fonala
- Balada o Jurovi Jánošíkovi (1980) Ballada Juraj Jánošíkról

## Magyarul
- Ifjúkor ; ford. Havas Márta; Szlovákiai Szépirodalmi Kiadó, Bratislava, 1959
- Három pejló (Európa Könyvkiadó, Budapest, 1960, fordította: Szabó László, illusztrálta: Kondor Lajos)
- Egy korty mámor (Madách Kiadó, Pozsony, 1975, fordította: Havas Márta)
- Három gesztenyepej (Európa Könyvkiadó / Madách Kiadó, Pozsony, Budapest, 1980, fordította: Hubik István) ISBN 9630721953

## Díjai
- Nemzeti díj a Babilon című regényért (1947)
- Érdemes művész (1964)
- Nemzet Művésze (1974)

## Fordítás
- Ez a szócikk részben vagy egészben  a   Margita Figuli című szlovák Wikipédia-szócikk ezen változatának fordításán alapul.  Az eredeti cikk szerkesztőit annak laptörténete sorolja fel. Ez a jelzés csupán a megfogalmazás eredetét és a szerzői jogokat jelzi, nem szolgál a cikkben szereplő információk forrásmegjelöléseként.